# Великите патета
„Великите патета“ (на английски: The Mighty Ducks) е американска спортна трагикомедия от 1992 г. на режисьора Стивън Херек, по сценарий на Стивън Брил. Във филма участват Емилио Естевес, Джос Акланд, Лейн Смит и други. Продуциран е от The Kerner Entertainment Company и Avnet-Kerner Productions, и е разпространен от Уолт Дисни Пикчърс. Това е първият филм от поредицата „Великите патета“. Издадени са две продължения на поредицата – „Великите патета 2“ (1994) и „Великите патета 3“ (1996).

## Актьорски състав
| Актьор               | Роля                         |
| -------------------- | ---------------------------- |
| Емилио Естевес       | Гордън Бомбей                |
| Джос Акланд          | Ханс                         |
| Лейн Смит            | Треньор Джак Райли           |
| Хайди Кинг           | Кейси Конуей                 |
| Джосеф Сомър         | г-н Джералд Дъксуърт         |
| Джошуа Джаксън       | Чарли Конуей, #96            |
| Елдън Хенсън         | Фълтън Рийд, #44             |
| Шон Уейс             | Грег Голдбърг, #33           |
| Брандън Адамс        | Джеси Хол, #9                |
| Ем Си Гейни          | Луис                         |
| Мат Дохърти          | Лестър Ейвърман, #4          |
| Джей Ди Даниълс      | Питър Марк, #24              |
| Арън Шварц           | Дейв Карп, #11               |
| Гарет Ратлф Хенсън   | Гай Джърмейн, #00            |
| Маргарит Моро        | Кони Моро, #18               |
| Винсент Ларусо       | Адам Банкс, #9 (Хоукс), #99  |
| Джуси Смолет         | Тери Хол, #1                 |
| Дани Тамберели       | Томи Дънкан, #2              |
| Джейн Планк          | Тами Дънкан, #5              |
| Майкъл Омс           | Макгил, #7                   |
| Кейси Гарвън         | Ларсън, #33                  |
| Хал Форт Аткисън III | Филип Банкс                  |
| Базил Макрей         | Себе си                      |
| Майк Модано          | Себе си                      |
| Джон Бийсли          | Господин Хол                 |
| Брок Пиърс           | Гордън Бомбей (на 10 години) |
| Робърт Пол           | Бащата на Гордън             |
| Джон Пол Гамок       | Господин Толбърт             |
| Стивън Брил          | Франк Хъди                   |
| Джордж Коу           | Съдията                      |

## В България
В България филмът е издаден на VHS от Александра Видео през 2002 г.
На 9 април 2005 г. е излъчен по bTV. Повтаря се по два пъти – през 2007 г. и 2008 г.
През 2017 г. се излъчва и по HBO.